# Atila (oblačilo)
Atila je kratek huzarski suknjič, ki je v 19. stoletju nadomestil kratki dolman. Okrašena je bila z vrvicami.